# Frank van Eijs
Frank van Eijs (Stein, 2 november 1971) is een Nederlands oud-voetballer. Hij speelde als verdediger.
Van Eijs heeft in zeven verschillende landen voetbal gespeeld. De laatste club waarvoor hij uitkwam, was in Nieuw-Zeeland waar hij van 2005 tot oktober 2006 speelde als centrale verdediger voor de New Zealand Knights in de Australische voetbalcompetitie.
Van Eijs begon met voetballen bij de amateurs van VV IVS in Berg aan de Maas. Daarna werd hij opgemerkt door Fortuna Sittard waar hij zijn eerste contract tekende.
In 1999 diende er zich weer een mogelijkheid aan tot een buitenlandse profclub. Na gratis zijn oversteek en stage betaald te hebben, gaf Dundee FC Van Eijs een profcontract voor twee seizoenen. In zijn eerste jaar speelde hij regelmatig. Met de komst van de Italiaanse player-manager Ivano Bonetti werd een heel elftal buitenlandse spelers binnengehaald, onder wie Marco de Marchi, Claudio Caniggia en Fabrizio Ravanelli en verdween Van Eijs in de anonimiteit. 
Na het aflopen van zijn contract in de Scottish Premier League speelde Van Eijs vervolgens voor Rot-Weiss Essen in Duitsland, TOP Oss weer in Nederland, het Chinese Qingdao Etsong FC (2003), wederom in Duitsland voor SV Meppen en kortstondig voor de amateurs van Borussia Freialdenhoven (2004/05) en het Vietnamese LG-ACB Hanoi (2005) voordat hij naar Oceanië vertrok. In oktober 2006 besloot hij New Zealand Knights te verlaten. Hij kreeg nog amper speeltijd, onder meer door blessures. Kort daarna in 2007 werd New Zealand Knights opgeheven wegens financiële problemen. Hij speelde hierna nog voor de amateurs van FC Vinkenslag.
Van Eijs heeft niet zijn gehele carrière in de verdediging gestaan. Hij begon als spits maar zakte gedurende zijn carrière van middenvelder terug naar verdediger af.
Tussen zijn periode bij SV Meppen en Borussia Freialdenhoven heeft Van Eijs ook nog bijna India aangedaan. Hij speelde op proef bij Mohun Bagan AC maar kon niet tot een contract komen.